# Дивата Роза
Дивата Роза (на испански: Rosa Salvaje) е мексиканска теленовела, режисирана от Беатрис Шеридан и продуцирана от Валентин Пимстейн за Телевиса през 1987-1988 г. Либретото, написано от Карлос Ромеро, е върху версията, разработена от Вивиан Песталоси, която е базирана на радионовелите La indomable и La gata, създадени от Инес Родена.
В главните роли са Вероника Кастро и Гилермо Капетио, а в отрицателните – Лаура Сапата, Лиляна Абуд, Рената Флорес и Едит Гонсалес, която е заменена по средата на теленовелата от Фелисия Меркадо.

## Сюжет
Роса живее със своята кръстница в беден квартал. Външно прилича на момче, но е много наивно и добро момиче. Един ден случайно минава покрай богаташка къща и решава да влезе да си откъсне няколко сливи, но е заловена от господаря на къщата – Рикардо. Той не само, че не вика полицията ами ѝ дава няколко сливи и нещо повече – влюбва се в момичето, за това той започва да води война със сестрите си Дулсина и Кандида. Дулсина прави всичко възможно за да раздели брат си от бедното момиче. Напук на двете си сестри Рикардо се жени за Роса, за да ги подразни. След като са сключили брак Роса научава, че мъжът ѝ се е оженил за нея, не защото я обича, а за да подразни сестрите си и тогава Роса иска да се разделят, но Рикардо наистина започва да я обича. Много пречки и трудности трябва да преодолеят за да заживеят щастливи и спокойни.

## Актьори
Част от актьорския състав:
- Вероника Кастро – Роса Гарсия Монтеро де Линарес „Дивата Роза“
- Гилермо Капетио – Рикардо Линарес / Рохелио Линарес
- Лаура Сапата – Дулсина Линарес
- Лиляна Абуд – Кандида Линарес
- Едит Гонсалес – Леонела Виляреал (#1)
- Фелисия Меркадо – Леонела Виляреал (#2)
- Рената Флорес – Леополдина
- Магда Гусман – Томаса Гонсалес
- Роберто Байестерос – Д-р Херман Лаприда
- Клаудио Баес – Федерико Роблес
- Армандо Калво – Себастиан
- Ада Караско – Кармен
- Хайме Гарса – Ернесто Рохас
- Барбара Хил – Амалия
- Мариана Леви – Ерлинда Гонсалес
- Давид Остроски – Карлос Манрике
- Густаво Рохо – Отец Мануел де ла Уерта
- Ото Сирго – Анхел де ла Уерта
- Гастон Тусет – Роке Мендисабъл
- Ниньон Севиля – Сорайда Морено
- Беатрис Шеридан – Кампана
- Магда Карина – Анхелика
- Карина Дупрес – Мария Елена Торес
- Беатрис Морено – Еулалия
- Рафаел Инклан – Полицейски инспектор
- Рене Муньос – Лекарят на Роса
- Хуан Карлос Серан – Педро Луис Гарсия
- Ектор Бония – Браулио Коварубиас
- Раймундо Капетио – Д-р Рейналдо
- Ана Мария Агире – Ама де Явес
- Дина де Марко – Наталия
- Сесилия Габриела – Ингрид
- Артуро Лорка – Агент Фернандес
- Ракел Морел – Паулина

## Продукция
Екип
- Оригинална история – Инес Родена
- Либрето – Карлос Ромеро
- Версия – Вивиан Песталоси
- Литературна редакция – Долорес Ортега, Габриела Ортигоса
- Сценография – Дарио Ранхел
- Дизайн на костюми – Телевиса Сан Анхел
- Интериор – Росалба Сантойо, Алехандро Монрой
- Музикална тема – Rosa salvaje
- Изпълнена от – Вероника Кастро
- Композитор – Хосе Антонио „Потро“ Фариас
- Музикално оформление – Хавиер Ортега, Луис Алберто Диасаяс
- Монтаж – Адриан Фрутос Маса
- Директори продукция – Никандро Диас Гонсалес, Пабло Мартинес де Веласко, Марикармен Сола
- Координатор продукция – Салвадор Мехия
- Главен координатор – Анджели Несма Медина
- Асистент-продуцент – Марикармен Маркос
- Режисьор в локация – Марикармен Сола
- Оператор – Ернесто Ареола
- Режисьор – Беатрис Шеридан
- Изпълнителен продуцент – Валентин Пимстейн

## Награди и номинации
Награди TVyNovelas (1988)
| Категория                            | Номинация       | Резултат  |
| ------------------------------------ | --------------- | --------- |
| Най-добра актриса в главна роля      | Вероника Кастро | Печели    |
| Най-добър актьор в главна роля       | Гилермо Капетио | Номиниран |
| Най-добра актриса в отрицателна роля | Лаура Сапата    | Печели    |

## Версии
Сюжетът на Дивата Роза е базиран на радионовелите La indomable и La gata, създадени от кубинската писателка и сценаристка Инес Родена.
- По радионовелата La gata са направени следните теленовели: La gata (Телевиса, Мексико, 1970), Звяр (Телевиса, Мексико, 1983), Cara sucia (Веневисион, Венецуела, 1992), Мечта за любов (Телевиса, Мексико, 1993), За една целувка (Телевиса, Мексико, 2000), Muñeca de trapo (Веневисион, Венецуела, 2000), Seus olhos (SBT, Бразилия, 2004), Pobre diabla (ТВ Ацтека, Мексико, 2010), Котката (Телевиса, Мексико, 2014)
- По радионовелата La indomable са направени следните теленовели: La indomable (RCTV, Венецуела, 1974), Маримар (Телевиса, Мексико, 1994), Дивата котка (Веневисион-Фоновидео, Венецуела-САЩ, 2002), Необуздано сърце (Телевиса, Мексико, 2013)

## В България
В България сериалът е излъчен през 1996 година по телевизия „7 дни“, след което и по множество кабелни телевизии в страната. Ролите се озвучават от Даринка Митова, Десислава Знаменова, Станислав Пищалов и Стефан Стефанов.

## DVD издание
Продуцентската компания „Телевиса“ издава специален пакет „Дивата Роза“ DVD.